# 帕林洛尔
帕林洛尔是一种含氮有机化合物，化学式C
23H
28N
2O
4，能作为β受体阻滞剂。